# Petite paix de l'Église
Pour les articles homonymes, voir Paix de l'Église (homonymie).

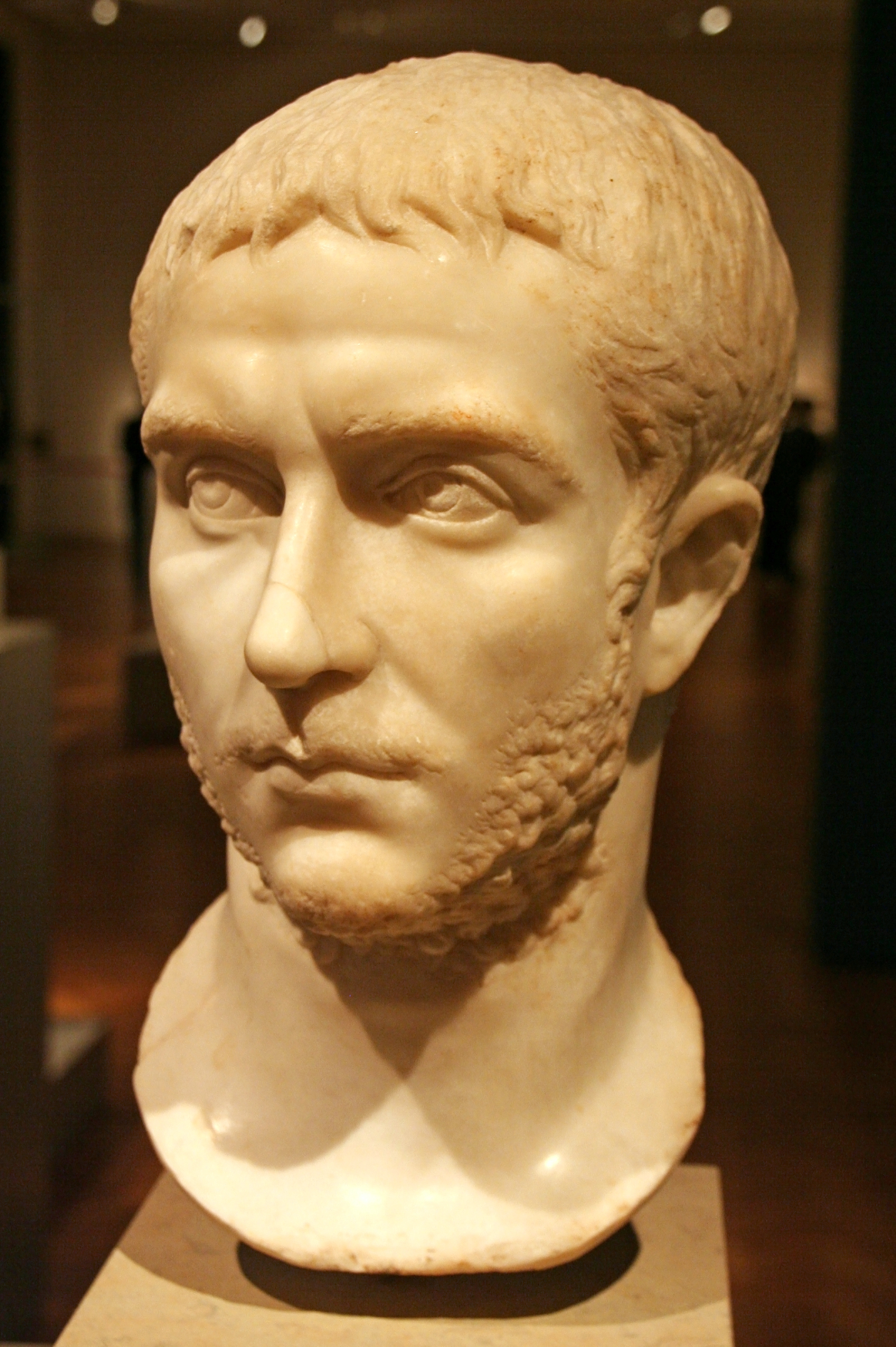
Gallien.

La Petite paix de l’Église est le nom d'une période de l’histoire du christianisme et de l’empire romain durant laquelle, pendant une quarantaine d’années à la fin du IIIe siècle, la religion chrétienne peut se développer dans une coexistence pacifique avec l'État romain. 
Elle débute sous le règne de l’empereur Gallien (253–268), auteur en 260 du premier édit de tolérance à l’égard des chrétiens, et se termine en 303 par la reprise des persécutions par Dioclétien. Cette petite paix de l’Église, principalement décrite par Eusèbe de Césarée, est un préliminaire à la Paix de l'Église que l'historiographie fait généralement débuter à partir de l' « Édit de Milan » promulgué en 313. 
Parmi la série de textes impériaux ayant fait cesser la persécution, deux rescrits, adressés à certains évêques d’Égypte, sont parvenus jusqu’à nous, reconnaissant les lieux de culte et cimetières en tant que propriétés ecclésiastiques, et les restituant à leurs propriétaires chrétiens. 
Durant cette période au cours desquelles le christianisme connaît une augmentation significative de ses adeptes et un renforcement de sa présence à travers l'Empire, l’Église demande même pour la première fois à un empereur d’arbitrer une dispute interne : en 272, après que Paul de Samosate ait été accusé d’hérésie mais refuse d’être déposé de son siège épiscopal d’Antioche, Aurélien doit trancher en faveur de son successeur, privilégié par la hiérarchie ecclésiastique,.

## Instauration
Dès le début de son règne seul en 260, l'empereur Gallien met fin à la persécution déclenchée deux ans plus tôt par son père Valérien, par la promulgation d'un édit de tolérance connu sous le nom d' « édit de Gallien », constituant la première légitimation officielle du christianisme par les autorités romaine et le premier édit de tolérance de l'histoire du christianisme. Les communautés chrétiennes sont de nouveau autorisées à administrer leurs biens et à recevoir des legs, retrouvant ainsi une existence sociale reconnue.  

## Une période de coexistence
Durant cette période, les communautés chrétiennes s’intègrent dans la société romaine des provinces. Cette possibilité d’intégration est reconnue par des intellectuels chrétiens dès le IIe siècle : Tatien le Syrien, converti au christianisme, explique que toute l’humanité devrait partager une seule loi et une seule organisation politique ; attitude qui conduit à la coexistence avec l’Empire. Cet objectif d’unité trouve son pendant dans les Constitutions Antonines, qui étendent la citoyenneté romaine à tous les habitants libres de l’Empire.
Les pratiques intellectuelles associées à la Seconde Sophistique sont adoptées par les apologistes chrétiens, qui se basent sur les techniques rhétoriques des classes éduquées pour prouver qu’ils ne constituent pas une menace contre l’ordre social établi. La petite paix aide à consolider le développement du discours chrétien selon la méthode hellénistique. Les conditions sont également plus favorables à la conversion religieuse au christianisme.
Eusèbe de Césarée, qui grandit durant cette période, la met en contraste avec les temps durant lesquels il écrit : « Quelle et combien grande, avant la persécution de nos jours, fut la considération et la liberté dont jouissait auprès de tous les hommes grecs et barbares la doctrine de la religion du Dieu de l'univers annoncée au monde par le Christ, il serait au-dessus de nos forces de le raconter dignement. »

## Fin de la période
Cette période de coexistence pacifique se termine durant le règne de Dioclétien,. Les efforts de celui-ci pour promouvoir la stabilité et l’unité de l’empire à la suite de la crise du troisième siècle comprennent le retour en vigueur de la conformité religieuse, souhaitée afin que les citoyens expriment leur loyauté au travers de leur participation à la religion publique romaine. Les chrétiens sont donc considérés comme incapables de remplir leurs obligations de citoyens romains, d’où l’édit de 303 qui conduit à la grande persécution de Dioclétien. 
La fin des persécutions surviendra en 311 avec l'édit de Sardique promulgué par Galère qui fait obligation aux chrétiens de soutenir l’État au travers de leurs propres formes de dévotion, édit actualisé et développé avec le texte connu sous le nom d'« Édit de Milan » qui accorde en 313 la liberté de culte aux chrétiens et ordonne que leur soient restitués tous les biens et bâtiments qui leur ont été confisqués durant la Grande persécution.